# Koas Krala
Koas Krala – dystrykt (srŏk) w zachodniej Kambodży, w prowincji Bătdâmbâng. Stanowi jeden z 13 dystryktów tworzących prowincję.

## Podział administracyjny
W skład dystryktu wchodzi 6 gmin (khum):
- Thipakdei
- Koas Krala
- Hab
- Preah Phos
- Doun Ba
- Chhnal Moan

## Kody
- kod HASC[1] (Hierarchical administrative subdivision codes) – KH.BA.KK
- kod NIS[1] (National Institute of Statistics district code) – 0213